# Gornja Greda
Gornja Greda je vesnice v Chorvatsku v Záhřebské župě. Je součástí opčiny Brckovljani, od jejíhož stejnojmenného střediska se nachází 3 km jihovýchodně. Nachází se asi 7 km severovýchodně od města Dugo Selo a 28 km východně od centra Záhřebu. V roce 2011 zde žilo 625 obyvatel, přičemž počet obyvatel za posledních čtyřicet let prudce vzrostl.
Gornjou Gredou prochází župní silnice Ž3074, protéká jí potok Zelina.

## Sousední vesnice
| Růžice kompasu | Božjakovina  | Prikraj | Kusanovec | Růžice kompasu |
| Růžice kompasu | Sever        |         |           | Růžice kompasu |
| Růžice kompasu | Gornja Greda |         |           | Růžice kompasu |
| Růžice kompasu | Jih          |         |           | Růžice kompasu |
| Růžice kompasu | Andrilovec   |         | Lupoglav  | Růžice kompasu |